# Enicospilus gallegosi
Enicospilus gallegosi là một loài tò vò trong họ Ichneumonidae.